# Kim Tu-hŏn
Dans ce nom, le nom de famille, Kim, précède le nom personnel coréen.
Kim Tu-hŏn (en coréen : 김두헌), né le 27 décembre 1903 et mort le 22 octobre 1981, est un historien sud-coréen.